# Asynapta borealis
Asynapta borealis är en tvåvingeart som beskrevs av Ephraim Porter Felt 1920. Asynapta borealis ingår i släktet Asynapta och familjen gallmyggor.
Artens utbredningsområde är New York. Inga underarter finns listade i Catalogue of Life.